# Chemin du Gymnase
Le chemin du Gymnase est une voie du bois de la Cambre.